# Championnat de la Barbade de football 2009
Navigation
Saison précédente Saison suivante
La saison 2009 du Championnat de la Barbade de football est la quarante-deuxième édition de la Premier League, le championnat national à la Barbade. Les onze équipes engagées sont regroupées au sein d'une poule unique où elles s'affrontent à deux reprises. En fin de saison, pour permettre le retour à un championnat à dix équipes, les trois derniers du classement sont relégués et remplacés par les deux meilleures formations de Division 1.
C'est le club de Brittons Hill FC qui remporte la compétition cette saison après avoir terminé en tête du classement final, avec un seul point d'avance sur Barbados Defence Force SC. Il s’agit du second titre de champion de la Barbade de l'histoire du club après celui remporté en 1990.

## Les clubs participants
- Technico FC
- Notre Dame SC
- Youth Milan FC
- Pride of Gall Hill FC
- Silver Sands FC
- Paradise Football Club
- Maxwell FC
- Brittons Hill FC
- Eden Stars FC - Promu de Division 1
- Weymouth Wales FC - Promu de Division 1
- Barbados Defence Force SC

## Compétition
Le barème de points servant à établir le classement se décompose ainsi :
- Victoire : 3 points
- Match nul : 1 point
- Défaite : 0 point

### Classement
| Rang | Équipe                    | Pts | J  | G  | N | P  | Bp | Bc | Diff |
| ---- | ------------------------- | --- | -- | -- | - | -- | -- | -- | ---- |
| 1    | Brittons Hill FC          | 44  | 20 | 13 | 5 | 2  | 40 | 15 | +25  |
| 2    | Barbados Defence Force SC | 43  | 20 | 13 | 4 | 3  | 61 | 19 | +42  |
| 3    | Pride of Gall Hill FC     | 34  | 20 | 10 | 4 | 6  | 30 | 16 | +14  |
| 4    | Silver Sands FC           | 34  | 20 | 10 | 4 | 6  | 36 | 25 | +11  |
| 5    | Paradise Football Club    | 30  | 20 | 9  | 3 | 8  | 35 | 23 | +12  |
| 6    | Weymouth Wales FCP        | 30  | 20 | 9  | 3 | 8  | 30 | 24 | +6   |
| 7    | Youth Milan FCC           | 29  | 20 | 9  | 2 | 9  | 29 | 22 | +7   |
| 8    | Notre Dame SCT            | 29  | 20 | 9  | 2 | 9  | 32 | 35 | -3   |
| 9    | Eden Stars FCP            | 23  | 20 | 6  | 5 | 9  | 39 | 43 | -4   |
| 10   | Technico FC               | 11  | 20 | 2  | 5 | 13 | 11 | 47 | -36  |
| 11   | Maxwell FC                | 4   | 20 | 1  | 1 | 18 | 10 | 84 | -74  |

|  | Champion de la Barbade 2009                                                         |
|  | Relégation en Division 1                                                            |
|  | T : Tenant du titre C : Vainqueur de la Coupe de la Barbade P : Promu de Division 1 |

## Bilan de la saison
| Championnat de la Barbade de football 2009 |                             |
| Champion                                   | Brittons Hill FC (2e titre) |
| Coupes et trophées                         |                             |
| Vainqueur de la Coupe de la Barbade 2009   | Youth Milan FC              |
| Qualifications continentales               |                             |
| CFU Club Championship 2010                 | Aucun                       |
| Promotions et relégations                  |                             |
| Promus en Premier League                   | Pinelands SC                |
| Promus en Premier League                   | Ellerton United             |
| Relégués en Division 1                     | Eden Stars FC               |
| Relégués en Division 1                     | Technico FC                 |
| Relégués en Division 1                     | Maxwell FC                  |